# Triol (musik)

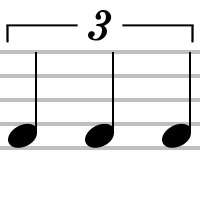
Triol. Trean markerar att tonerna ska fördelas längdmässigt lika över det tidsintervall som triolen täcker.

Triol är när en ton, eller grupp av toner, delats upp i tre lika långa delar. Vanligast är trioler som delar upp ett taktslag i tre delar, men även trioler som delar upp två taktslag i tre lika långa delar finns. Dessa kallas ibland långa trioler eller stortrioler.
I teorin kan hur många taktslag som helst delas upp i en triol, men trioler över mer än två taktslag är ovanliga - även om trioler över fyra taktslag förekommer inom konstmusiken.
Hemiol är en liknande företeelse, men den är inte en egentlig triol. 